# Émile Tony
Pour les articles homonymes, voir Tony.
 (octobre 2018).
Émile Tony (Wissembourg, 30 janvier 1874 - Strasbourg, 4 août 1949) est un industriel alsacien.

## Biographie
Émile Tony naît le 30 janvier 1874 dans une famille de négociants de Wissembourg. Il fréquente l’école de cette ville puis est scolarisé au collège Saint-Pierre Fourrier de Lunéville. À la fin de ses études, il rentre à Wissembourg pour travailler dans l’entreprise familiale. Il la quitte en 1900 pour travailler pour J. Clot et Compagnie de Strasbourg, le plus important producteur de fruits et légumes en conserve d’Allemagne. Il y exerce d’abord le poste de directeur de la petite filiale française basée à Paris, puis celui d’inspecteur des ventes de la région rhénane avant de devenir directeur des ventes en Alsace, Lorraine et Luxembourg en 1905. À côté de son travail pour J. Clot, il est en outre aussi président à partir de 1910 de l’Union fraternelle du commerce et de l’industrie Argentina.
J. Clot et Compagnie ayant disparu à la fin de la Première Guerre mondiale, Émile Tony fonde à Schiltigheim sa propre entreprise agroalimentaire en 1919. Nommée « Produits Marguerite », elle est spécialisée dans la production de préparations destinées au boulangers et pâtissiers, comme la pâte d’amande, le praliné, les fruits en conserve, etc. Ces produits rencontrant un grand succès, l’entreprise croît rapidement et devient en 1926 une société anonyme dont Émile Tony est président-directeur général.